# Теория мёртвого интернета
Теория мёртвого интернета — конспирологическая теория, заключающаяся в том, что в сети Интернет почти не осталось живых людей, и Интернетом управляют боты, при помощи которых правительства манипулируют населением. Датой «смерти» принято считать промежуток между 2016 и 2017 годом. Впервые эта теория была опубликована на 4chan одним из пользователей. Популярность теории принесла статья из журнала The Atlantic под названием «Возможно, вы не заметили, но интернет „умер“ пять лет назад».

## Основные идеи
Согласно теории мёртвого Интернета, приблизительно в 2016—2017 годах случилась «смерть» Сети Интернет. Активных людей в Сети практически не осталось, и всё сетевое пространство заполонили боты, контролируемые IT-корпорациями, а также правительствами. Некоторые настоящие интернет-пользователи проживают в неестественно образованной Матрице, создаваемой нейросетями и искусственным интеллектом. Боты репостят копии одинаковых сообщений и картинок. Нейросети сообщают новости, сами объясняют, а также продвигают их, манипулируя социальным мнением. Искусственный интеллект контактирует непосредственно с самим собой в Сети, моделируя активность пользователей.
Из всего этого делается заключение о том, что классический прежний Интернет 1990—2000-х годов, в котором реальные пользователи имели возможность беспрепятственно контактировать, уже давно скончался. Идея теории заключается в том, что начиная с 2016 года Сеть пуста и безжизненна, значительная её часть считается имитацией. Также не следует верить тому, что совершается в Сети, так как почти всё общество, действия имеют все шансы являться целиком выдуманными.

## Доказательства
После инцидента в социальной сети X, где было выложено видео о звучании казахского языка, пользователи заметили, что на видео не было звука, но комментарии под постом говорили про звучание казахского языка. Это пошатнуло репутацию X.
На волне популярности искусственного интеллекта и ChatGPT, с помощью которого генерируется текст и создаётся видимость живого человека, люди стали замечать в Интернете большое количество генерированного текста, фото и видео, из-за чего создаётся ощущение того, что в Сети нет людей.
По данным Statista, по состоянию на 2022 год в Интернете 47,5 % трафика используется ботами.
Газета New York Times в 2018 году писала, что в YouTube больше половины трафика используют боты, созданные для накрутки просмотров, комментариев и лайков.

## Критика
Forbes пишет, что социальные сети всегда принимали меры по блокировке спама и продолжают это делать, также ИИ на момент начала 2020-х годов не был способен на создание хорошего контента.

Интернет может показаться скучным, неработающим, заражённым спамом и алгоритмизированным, но мы не дрейфуем в одиночестве в море электронных неигровых персонажей. За исключением перепостов контента, созданного людьми, боты не управляют Интернетом так, как предполагает теория, — это делают влиятельные лица, и боты следуют их примеру.
Оригинальный текст (англ.)The internet might feel boring, broken, spammy and algorithmic, but we are not drifting alone in a sea of electronic NPCs. Other than reposting content made by people, bots don’t lead the internet in the way the theory suggests—influencers do, and the bots follow their lead. 